# Équipe cycliste Alpecin-Deceuninck
L'équipe cycliste Alpecin-Deceuninck  (anciennement connue comme l'équipe BKCP-Powerplus, Corendon-Circus puis Alpecin-Fenix) est une équipe cycliste belge participant à des compétitions sur route, ainsi qu'au calendrier de cyclo-cross. Elle court avec une licence UCI ProTeam (deuxième division du cyclisme sur route masculin) de 2020 à 2023, puis avec une licence UCI Worldteam  (première division).
La formation a comme leader le Néerlandais Mathieu van der Poel, septuple champion du monde de cyclo-cross entre 2015 et 2025 et champion du monde sur route en 2023. Il s'est également illustré sur route en remportant plusieurs classiques, notamment le Tour des Flandres en 2020, 2022 et 2024, ainsi que Milan-San Remo en 2023 et Paris-Roubaix en 2023, 2024 et 2025. Elle compte aussi dans ses rangs le sprinteur Jasper Philipsen, vainqueur de Milan-San Remo en 2024 et du classement par points du Tour de France en 2023.
L'équipe est liée à la formation continentale Alpecin-Fenix Development qui lui sert d'équipe réserve et à l'équipe World Tour féminine Fenix-Deceuninck.

## Histoire de l'équipe

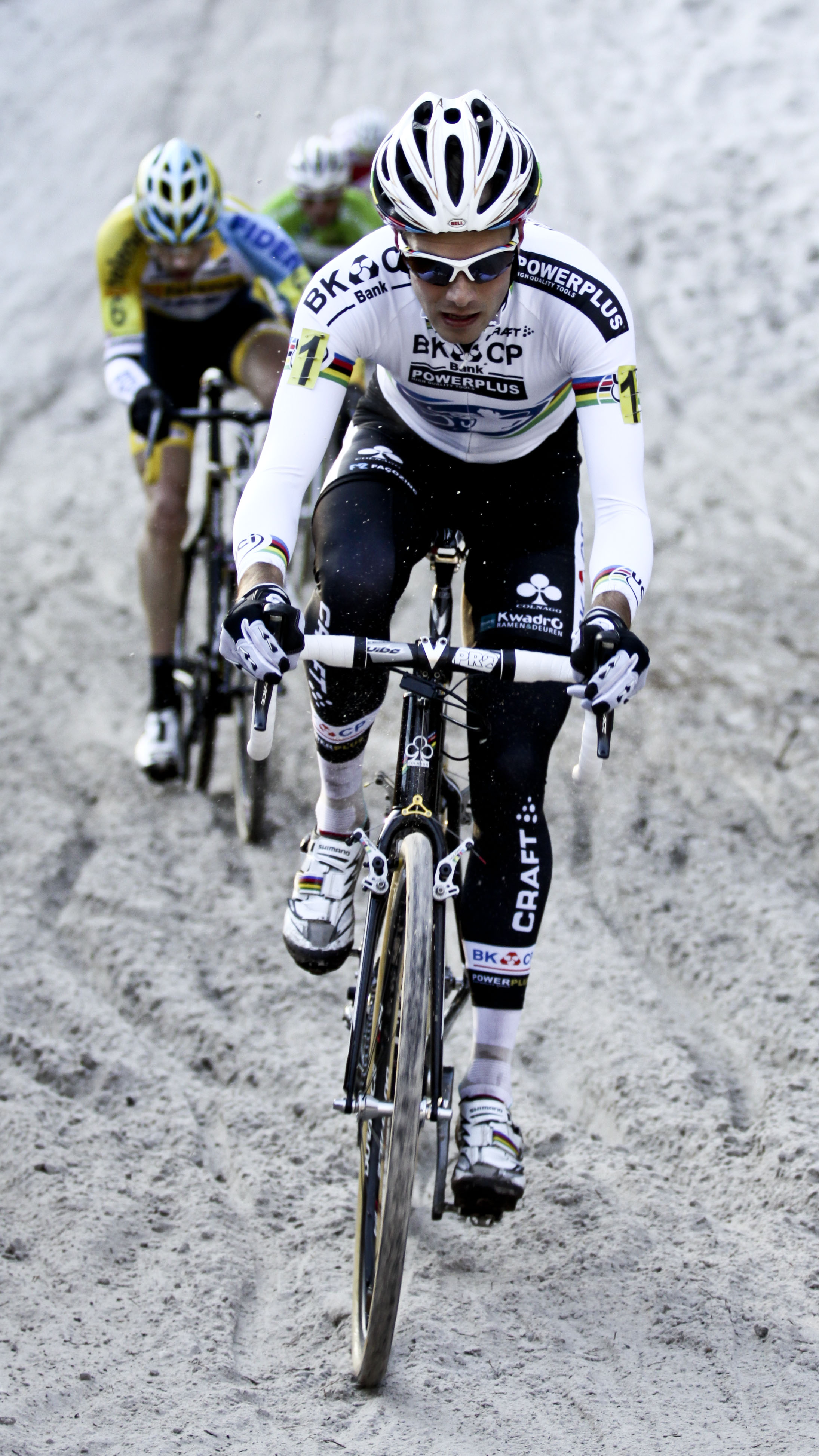
Niels Albert, le premier leader de l'équipe avec le maillot de champion du monde en 2013.

Logo de l'équipe lorsqu'elle court sous le nom de Corendon-Circus.

L'équipe est fondée en 2009 par les frères Philip et Christoph Roodhooft sous le nom de BKCP-Powerplus, avec neuf coureurs spécialistes du cyclo-cross, dont le leader Niels Albert. La banque BKCP est le partenaire principal et le co-sponsor est le fabricant d'outils Powerplus. L'équipe court initialement avec une licence d'équipe continentale, principalement en cyclo-cross, mais également avec un programme limité de cyclisme sur route entre mai et août. Lors de sa première année d'existence, Niels Albert devient  champion du monde de cyclo-cross et Philipp Walsleben est sacré chez les espoirs. La saison suivante, Arnaud Jouffroy est à son tour champion du monde de cyclo-cross espoirs. En 2011, Niels Albert est champion de Belgique de cyclo-cross et remporte le classement général de la Coupe du monde de cyclo-cross. La saison suivante, il décroche un nouveau titre de champion du monde de cyclo-cross, puis remporte une deuxième fois la Coupe du monde de cyclo-cross lors de la saison 2012-2013. Néanmoins, le 19 mai 2014, la carrière d'Albert prend fin brusquement à 28 ans, en raison de problèmes cardiaques. 
Cet arrêt est un coup dur pour la formation belge, qui annonce, alors compter sur l'Allemand Philipp Walsleben, récent deuxième de la Coupe du monde. Néanmoins, c'est bien le recrutement du jeune prodige de 18 ans Mathieu van der Poel le 1er janvier 2014 qui va révolutionner l'équipe,. Celui-ci vient d'écraser la catégorie junior que cela soit en cyclo-cross et sur route, avec trois titres mondiaux en deux ans. Celui-ci ne tarde pas à confirmer les attentes, en devenant le plus jeune champion du monde de cyclo-cross le 1er février 2015. Il est également lauréat du classement général du Superprestige. Le 5 septembre 2015, Powerplus laisse sa place de sponsor secondaire à Corendon Airlines, une compagnie aérienne turco-néerlandaise. En mai 2016, c'est Beobank qui remplace BKCP, l'équipe étant renommée Beobank-Corendon. 
En 2017, Van der Poel gagne à nouveau le Superprestige. La saison suivante, il est champion d'Europe de cyclo-cross, vainqueur de la Coupe du monde, du Superprestige et du Trophée des AP Assurances. En 2018, Mathieu van der Poel brille également sur route en décrochant six victoires en treize jours de course. Il est notamment champion des Pays-Bas et vice-champion d'Europe. Il réalise une saison de saison de cyclo-cross 2018-2019 quasi parfaite, avec en point d'orgue son deuxième titre mondial obtenu le 3 février en solitaire. En plus d'être champion du monde pour la deuxième fois, il est également champion d'Europe et des Pays-Bas et lauréat du Trophée des AP Assurances et du Superprestige. Il termine sa saison de cyclo-cross par le grand-chelem en Superprestige et obtient un total de 32 victoires sur la saison en trente-quatre courses. En décembre 2017, l'équipe annonce l'arrivée de Circus, une société de paris belge comme sponsor pour une durée de trois ans.
En 2019, la formation belge obtient une licence d'équipe continentale professionnelle (deuxième division), qui lui permet d'accéder aux grandes courses sur route via des invitations. Encore champion du monde de cyclo-cross, Mathieu van der Poel gagne également onze courses sur route, dont À travers les Flandres et l'Amstel Gold Race, deux courses du World Tour. Tim Merlier devient champion de Belgique sur route et Dries De Bondt gagne deux courses d'un jour en Belgique.
Pour la saison 2020, l'équipe accueille deux nouveaux sponsors : Alpecin, une marque allemande de shampoing - auparavant sponsor principal des équipes Giant-Alpecin et Katusha-Alpecin - et Fenix, une société italienne de matériaux de décoration d'intérieur. Elle est ainsi renommée Alpecin-Fenix. L'équipe réalise la meilleure saison depuis ses débuts, avec une douzième place au classement mondial UCI et un statut de meilleure équipe ProTeam (deuxième division) qui lui ouvre les portes de toutes les courses World Tour en 2021, en particulier les trois grand tours. Mathieu van der Poel confirme son statut de leader en devenant pour la troisième fois champion du monde de cyclo-cross. Il remporte également le BinckBank Tour et surtout le Tour des Flandres, la première classique « Monument » pour l'équipe. De son côté, Tim Merlier gagne la Brussels Cycling Classic et se classe troisième des Trois Jours de Bruges-La Panne, une course d'un jour du World Tour.
L'équipe réalise encore une meilleure saison en 2021, avec 33 victoires et surtout une 6e place au classement UCI. Mathieu van der Poel est une nouvelle fois omniprésent. Champion du monde de cyclo-cross pour la troisième année consécutive, il est lauréat des Strade Bianche ainsi que d'une étape du Tour de France, où il porte le maillot jaune pendant six jours. Il termine également deuxième du Tour des Flandres, troisième de Paris-Roubaix et de l'E3 Saxo Bank Classic. Outre le Tour de France, Alpecin-Fenix brille sur tous les grands tours pour ses débuts. Tim Merlier gagne une étape du Tour d'Italie et du Tour de France, tandis que Jasper Philipsen remporte deux étapes du Tour d'Espagne. Ce dernier répond également présent sur les classiques World Tour, avec un succès sur Eschborn-Francfort et une deuxième place sur la Classic Bruges-La Panne. Avec sa place de meilleure équipe de deuxième division, elle conserve la possibilité de participer à toutes les courses du World Tour en 2022.

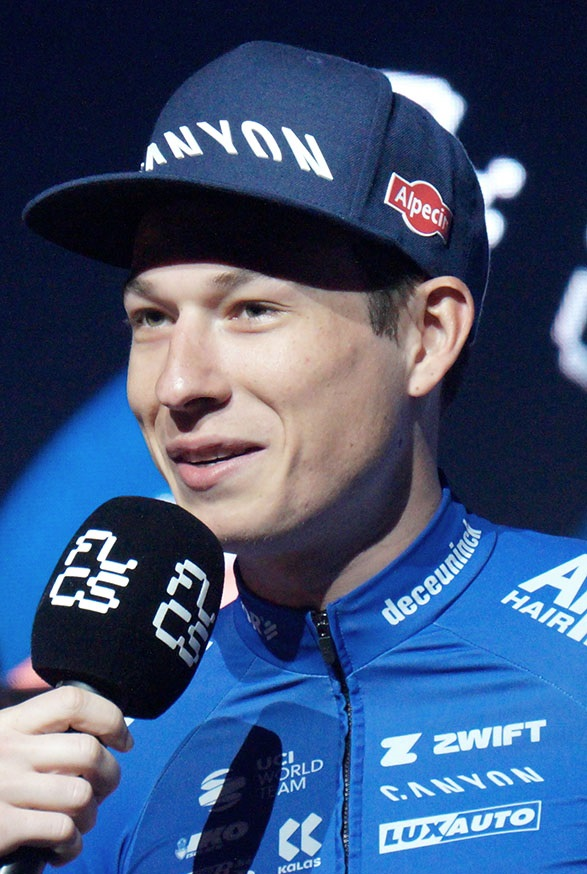
Jasper Philipsen en 2023.

En 2022, elle atteint les 33 succès, tout en atteignant ses objectifs sur les classiques flandriennes et les grands tours, se plaçant parmi les dix meilleures équipes du World Tour. Le 16 mai, l'équipe est renommée Alpecin-Deceuninck pour le départ du Tour de France dans le cadre d'un contrat de 5 ans. Alpecin-Deceuninck remporte des victoires dans les trois grands tours : le Tour d'Italie avec trois étapes gagnées, le Tour de France avec deux victoires et deux autres sur le Tour d'Espagne. Mathieu van der Poel connait une saison mitigée, alternant performances remarquables, comme ses victoires au Tour des Flandres, sur À travers les Flandres et au Giro, avec des échecs au Tour de France et aux championnats du monde, où il est également impliqué dans une affaire controversée. Les sprinteurs Tim Merlier et Jasper Philipsen ont des trajectoires différentes : Merlier est moins dominant même s'il gagne la Classic Bruges-La Panne, tandis que Philipsen brille avec neuf victoires, dont deux sur le Tour de France. Jay Vine se distingue en montagne lors de la Vuelta, remportant deux étapes. Grâce à ses bons résultats sur les trois dernières saisons, l'équipe obtient une licence World Tour pour la période 2023 à 2025.
En 2023, emmenée par ses deux leaders Mathieu van der Poel et Jasper Philipsen, Alpecin-Deceuninck réalise une saison historique. Van der Poel est l'auteur du triplé Milan-San Remo, Paris-Roubaix (devant Philipsen) et championnat du monde. Il se classe également deuxième du Tour des Flandres et de l'E3 Saxo Bank Classic. Philipsen remporte 19 des 35 courses de l'équipe. Il s'impose notamment sur la Classic Bruges-La Panne et sur quatre étapes du Tour de France, où il est aussi vainqueur du classement par points. Søren Kragh Andersen s'adjuge la classique allemande Eschborn-Francfort, tandis que Kaden Groves est lauréat d'une étape du Tour d'Italie et de trois étapes, ainsi que du classement par points du Tour d'Espagne.
Lors de la saison 2024, l'équipe rentre dans l'histoire en étant la première à gagner les trois premières classiques Monuments, à savoir Milan-San Remo pour Jasper Philipsen et le doublé  Tour des Flandres-Paris-Roubaix (une nouvelle fois devant Philipsen) pour Mathieu van der Poel. Ces deux coureurs conservent également leurs titres respectifs sur l'E3 Saxo Bank Classic et sur la Classic Bruges-La Panne. Van der Poel est aussi deuxième de Gand-Wevelgem et troisième de Liège-Bastogne-Liège. Sur les grands tours, Alpecin-Deceuninck échoue pour la première fois de son histoire à gagner une étape lors de l'un deux, à savoir le  Tour d'Italie. Elle se rattrape avec les trois succès de Philipsen sur le Tour de France et les trois autres de Kaden Groves sur le Tour d'Espagne, où il s'adjuge encore une fois le classement par points.

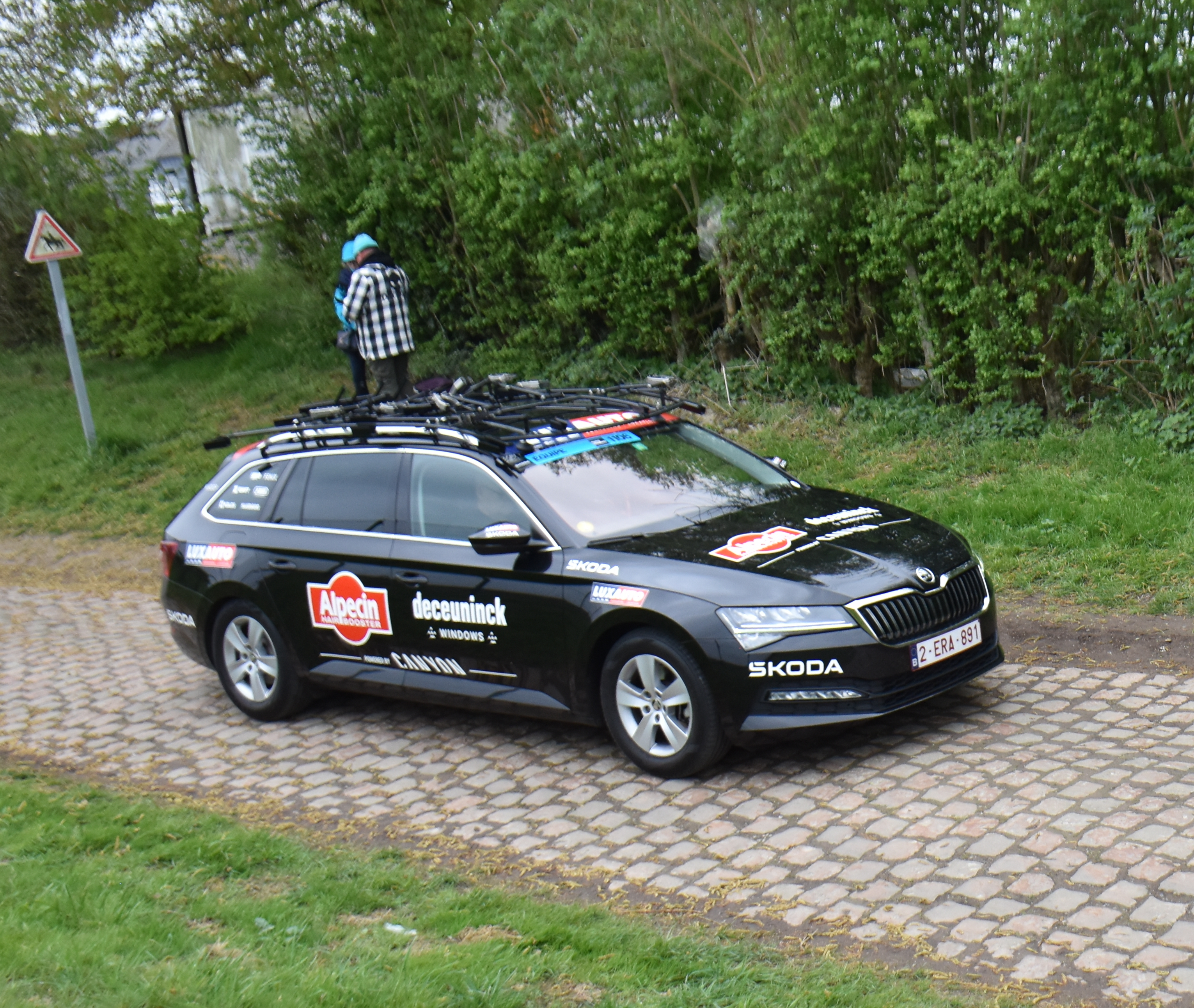
Véhicule Alpecin-Deceuninck lors de Paris-Roubaix 2025.

## L'équipe et le dopage
Le 1er août 2023, Robert Stannard est provisoirement suspendu par l'Union cycliste internationale pour « usage de méthodes et/ou de substances interdites » durant les années 2018 et 2019, période pendant laquelle il courait pour l'équipe australienne Mitchelton-Scott. Le 4 juin 2024, il est suspendu pour une durée de quatre ans avec effet rétroactif.

## Principales victoires

### Championnats du monde
- Cyclisme sur route : 1
  - Course en ligne : 2023 (Mathieu van der Poel)

- Cyclo-cross : 10
  - Élites : 2009, 2012 (Niels Albert), 2015, 2019, 2020, 2021, 2023 et 2024 (Mathieu van der Poel)
  - Moins de 23 ans : 2009 (Philipp Walsleben) et 2010 (Arnaud Jouffroy)

- VTT : 3
  - Cross-country short track : 2022 et 2023 (Samuel Gaze)
  - Cross-country marathon : 2022 (Samuel Gaze)

- Esport : 1
  - Élites : 2022 (Jay Vine)

### Coupe du monde
- Coupe du monde de cyclo-cross : 4
  - Élites : 2011, 2013 (Niels Albert) et 2018 (Mathieu van der Poel)
  - Moins de 23 ans : 2009 (Philipp Walsleben)

### Championnats d'Europe
- Championnats d'Europe de cyclo-cross : 3
  - Élites : 2017, 2018 et 2019 (Mathieu van der Poel)

- Championnats d'Europe sur piste : 1
  - Américaine : 2019 (Lasse Norman Hansen)

- Championnats d'Europe de VTT : 1
  - Élites : 2019 (Mathieu van der Poel)

### Courses d'un jour

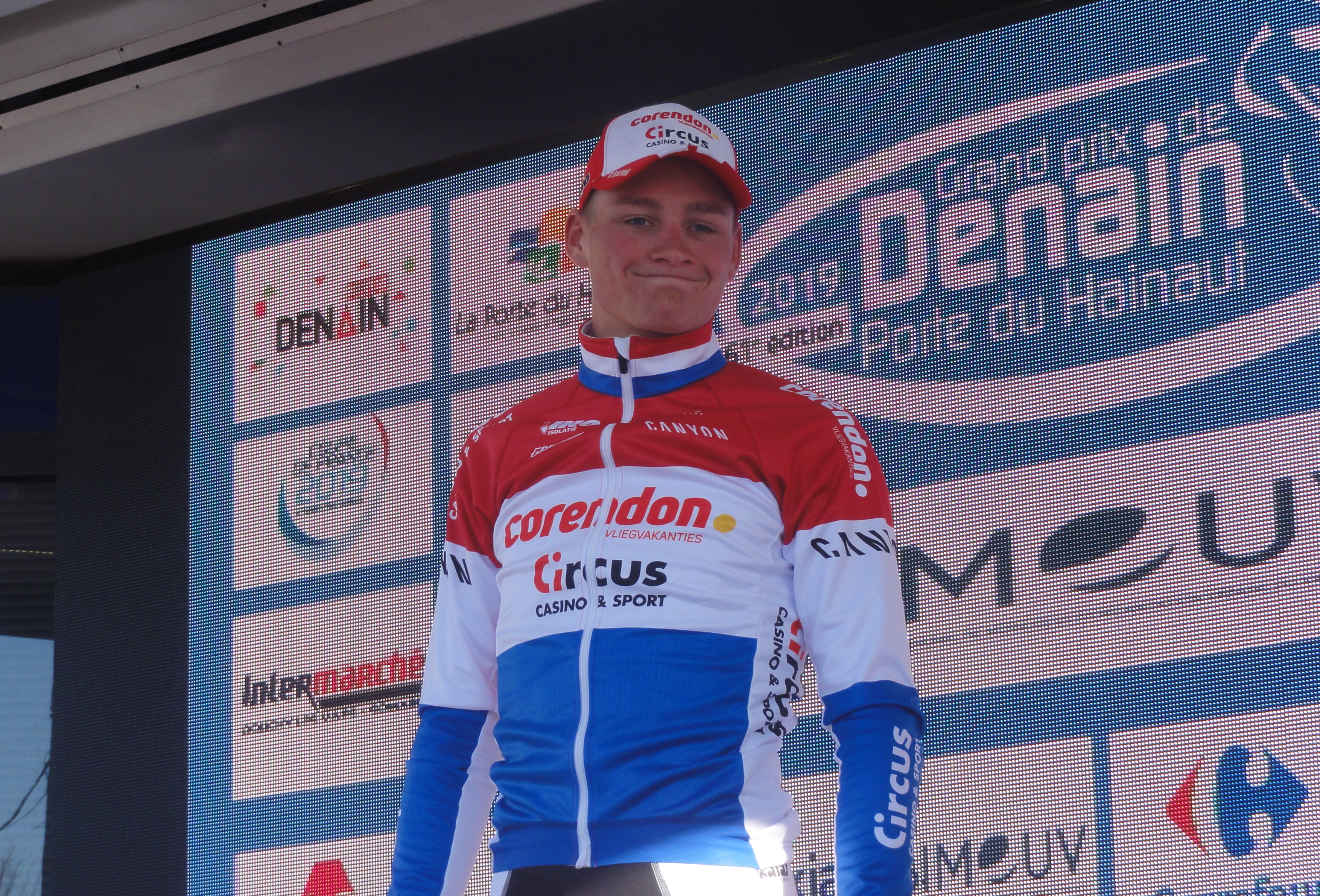
Mathieu van der Poel est le leader de l'équipe depuis 2014.

Victoires sur les classiques de niveau World Tour ou équivalent (en gras les victoires sur les classiques « Monuments ») :
- À travers les Flandres : 2019 et 2022 (Mathieu van der Poel)
- Amstel Gold Race : 2019 (Mathieu van der Poel)
- Tour des Flandres : 2020, 2022 et 2024 (Mathieu van der Poel)
- Strade Bianche : 2021 (Mathieu van der Poel)
- Eschborn-Francfort : 2021 (Jasper Philipsen) et 2023 (Søren Kragh Andersen)
- Classic Bruges-La Panne : 2022 (Tim Merlier), 2023 et 2024 (Jasper Philipsen)
- Milan-San Remo : 2023 (Mathieu van der Poel) et 2024 (Jasper Philipsen)
- Paris-Roubaix : 2023 et 2024 (Mathieu van der Poel)
- E3 Saxo Bank Classic : 2024 (Mathieu van der Poel)

Victoires sur les autres courses d'un jour :
- Tour du Limbourg : 2014, 2018 (Mathieu van der Poel) et 2021 (Tim Merlier)
- À travers le Hageland : 2017 (Mathieu van der Poel), 2020 (Jonas Rickaert) et 2024 (Gianni Vermeersch)
- Slag om Norg : 2017 (Gianni Vermeersch)
- Grand Prix de Denain : 2019 (Mathieu van der Poel)
- Flèche brabançonne : 2019 (Mathieu van der Poel)
- Elfstedenronde : 2019 (Tim Merlier)
- Halle-Ingooigem : 2019 (Dries De Bondt)
- Memorial Rik Van Steenbergen : 2019 (Dries De Bondt), 2022 (Tim Merlier)
- Antwerp Port Epic-Sels Trophy : 2020 (Gianni Vermeersch), 2021 (Mathieu van der Poel) et 2023 (Dries De Bondt)
- Brussels Cycling Classic : 2020 (Tim Merlier)
- Bredene Koksijde Classic : 2021 (Tim Merlier)
- Grand Prix de l'Escaut : 2021 et 2023 (Jasper Philipsen)
- Grand Prix de Denain : 2021 (Jasper Philipsen)
- Le Samyn : 2021 (Tim Merlier)
- Grand Prix Jean-Pierre Monseré : 2021 (Tim Merlier)
- Tour des onze villes : 2021 (Tim Merlier) et 2023 (Jasper Philipsen)
- Championnat des Flandres : 2021 et 2023 (Jasper Philipsen)
- Paris-Chauny : 2021 et 2023 (Jasper Philipsen)
- Tour de Vénétie : 2021 (Xandro Meurisse)
- Nokere Koerse : 2022 (Tim Merlier)
- Circuit du Houtland :  2022 (Jasper Philipsen)
- Coppa Agostoni :  2022 (Sjoerd Bax)
- Paris-Bourges :  2022 (Jasper Philipsen)
- Super 8 Classic : 2023 (Mathieu van der Poel)
- Volta Limburg Classic : 2023 (Kaden Groves)
- Gooikse Pijl : 2023 (Jasper Philipsen)
- Visit Friesland Elfstedenrace : 2023 (Jasper Philipsen)
- Tour de Münster : 2024 (Jasper Philipsen)
- Coppa Bernocchi : 2024 (Stan Van Tricht)
- Volta NXT Classic : 2024 (Timo Kielich)

### Courses par étapes
Ci-dessous la liste des victoires obtenues sur les courses par étapes (en gras les courses de niveau World Tour ou équivalent) :
- Baltic Chain Tour : 2013 (Philipp Walsleben) et 2014 (Mathieu van der Poel)
- Boucles de la Mayenne : 2017 et 2018 (Mathieu van der Poel)
- Tour de Grande-Bretagne : 2019 (Mathieu van der Poel)
- BinckBank Tour : 2020 (Mathieu van der Poel)
- Tour Bitwa Warszawska 1920 : 2020 (Oscar Riesebeek)
- Tour de Belgique : 2023 (Mathieu van der Poel)
- Tour de Norvège : 2024 (Axel Laurance)

### Championnats nationaux
| - Championnats d'Allemagne sur route : 1 - Course en ligne : 2020 (Marcel Meisen) - Championnats de Belgique sur route : 3 - Course en ligne : 2019, 2022 (Tim Merlier) et 2020 (Dries De Bondt) - Championnats des Pays-Bas sur route : 2 - Course en ligne : 2018 et 2020 (Mathieu van der Poel) - Championnats de Suisse sur route : 1 - Course en ligne : 2021 (Silvan Dillier) - Championnats d'Allemagne de cyclo-cross : 7 - Élites : 2009, 2010, 2011, 2013, 2014, 2016 (Philipp Walsleben) et 2019 (Marcel Meisen) | - Championnats de Belgique de cyclo-cross : 3 - Élites : 2011 (Niels Albert) - Moins de 23 ans : 2010 (Jim Aernouts) et 2012 (Wietse Bosmans) - Championnats des Pays-Bas de cyclo-cross : 8 - Élites : 2015, 2016, 2017, 2018, 2019 et 2020 (Mathieu van der Poel) - Moins de 23 ans : 2013 (David van der Poel) et 2014 (Mathieu van der Poel) - Championnats de République tchèque de cyclo-cross : 1 - Élites : 2015 (Adam Toupalik) |

## Bilan sur les grands tours
- Tour de France

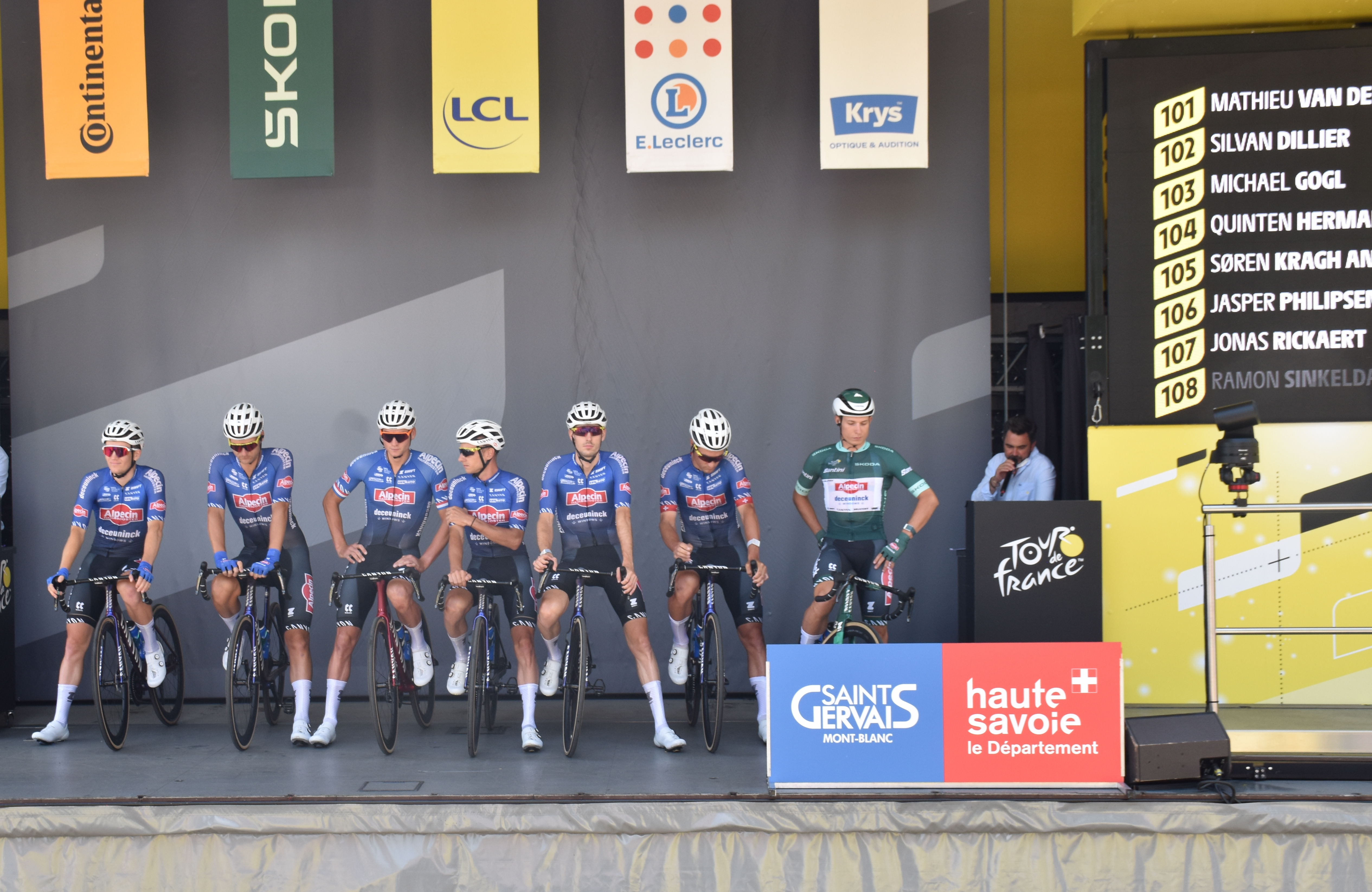
L'équipe Alpecin-Deceuninck au départ de la 17e étape du Tour de France 2023.

  - 4 participations (2021, 2022, 2023, 2024)
  - 11 victoires d'étapes
    - 2 en 2021 : Mathieu van der Poel, Tim Merlier
    - 2 en 2022 : Jasper Philipsen (2)
    - 4 en 2023 : Jasper Philipsen (4)
    - 3 en 2024 : Jasper Philipsen (3)

  - Meilleur classement individuel : 29e pour Xandro Meurisse en 2021
  - 1 classement annexe : 
    - Classement par points : Jasper Philipsen en 2023

- Tour d'Italie
  - 4 participations (2021, 2022, 2023, 2024)
  - 5 victoires d'étapes
    - 1 en 2021 : Tim Merlier
    - 3 en 2022 : Mathieu van der Poel, Stefano Oldani, Dries De Bondt
    - 1 en 2023 : Kaden Groves

  - Meilleur classement individuel : 20e pour Louis Vervaeke en 2021
  - 3 classements annexes :
    - Classement des sprints intermédiaires : Dries De Bondt en 2021
    - Prix de la combativité : Dries De Bondt en 2021 et Mathieu van der Poel en 2022

- Tour d'Espagne
  - 4 participations (2021, 2022, 2023, 2024)
  - 10 victoires d'étapes
    - 2 en 2021 : Jasper Philipsen (2)
    - 2 en 2022 : Jay Vine (2)
    - 3 en 2023 : Kaden Groves (3)
    - 3 en 2024 : Kaden Groves (3)

  - Meilleur classement individuel : 48e pour Floris De Tier en 2021
  - 2 classements annexes :
    - Classement par points : Kaden Groves en 2023 et 2024

## Principaux coureurs depuis les débuts
Ce tableau présente les résultats obtenus au sein de l'équipe par une sélection de coureurs qui se sont distingués soit par le rôle de leader ou de capitaine de route qui leur a été attribué pendant tout ou partie de leur passage dans l'équipe, leur longévité au sein de celle-ci, soit en remportant une course majeure pour l'équipe, soit encore par leur place dans l'histoire du cyclisme en général. La majorité des coureurs cités se distinguent par plusieurs de ces caractéristiques.
| Nom                  | Naissance | Nationalité | Arrivée | Départ | Résultats |
| Jay Vine             | 1995      | Australie   | 2021    | 2022   | 2 étapes du Tour d'Espagne (2022) |
| Tim Merlier          | 1992      | Belgique    | 2020    | 2022   | Classic Bruges-La Panne (2022) 2 étapes de Tirreno-Adriatico (2020, 2022) 1 étape du Tour d'Italie (2021) 1 étape du Tour de France (2021) 2 étapes du Benelux Tour (2021) 3e de la Classic Bruges-La Panne (2020) 3e d'À travers les Flandres (2021) |
| Dries De Bondt       | 1991      | Belgique    | 2019    | 2023   | 1 étape du Tour d'Italie (2022) |
| Stefano Oldani       | 1998      | Italie      | 2022    | 2023   | 1 étape du Tour d'Italie (2022) |
| Søren Kragh Andersen | 1994      | Danemark    | 2023    | 2024   | Eschborn-Francfort (2023) |
| Axel Laurance        | 2001      | France      | 2024    | 2024   | 1 étape du Tour de Catalogne (2024) |
| Mathieu van der Poel | 1995      | Pays-Bas    | 2014    |        | Champion du monde sur route (2023) À travers les Flandres (2019, 2022) Amstel Gold Race (2019) Tour des Flandres (2020, 2022, 2024) Strade Bianche (2021) Milan-San Remo (2023,2025) Benelux Tour (2020) Paris-Roubaix (2023, 2024,2025) E3 Saxo Bank Classic (2024,2025) 3 étapes de Tirreno-Adriatico (2020, 2x 2021) 1 étape du Benelux Tour (2020) 1 étape du Tour des Émirats arabes unis (2021) 2 étapes du Tour de Suisse (2021) 1 étape du Tour de France (2021) 1 étape du Tour d'Italie (2022) 2e du Tour des Flandres (2021, 2023) 2e de l'E3 Saxo Bank Classic (2023) 2e de Gand-Wevelgem (2024) 3e de Paris-Roubaix (2021) 3e de Milan-San Remo (2022) 3e de l'E3 Saxo Bank Classic (2021) 3e de Liège-Bastogne-Liège (2024) 3e du Tour des Flandres (2025) |
| Jasper Philipsen     | 1998      | Belgique    | 2021    |        | Classement par points du Tour de France (2023) Eschborn-Francfort (2021) Classic Bruges-La Panne (2023, 2024) Milan-San Remo (2024) 9 étapes du Tour de France (2x 2022, 4x 2023, 3x 2024) 2 étapes du Tour d'Espagne (2021) 2 étapes du Tour des Émirats arabes unis (2022) 3 étapes de Tirreno-Adriatico (2023,2024) 2 étapes du Benelux Tour (2023, 2025) 2e de Paris-Roubaix (2023, 2024) 2e de la Classic Bruges-La Panne (2021) 3e du Circuit Het Nieuwsblad (2025) |
| Kaden Groves         | 1998      | Australie   | 2023    |        | Classement par points du Tour d'Espagne (2023, 2024) 7 étapes du Tour d'Espagne (1x 2022, 3x 2023, 3x 2024) 2 étapes du Tour de Catalogne (2023) 1 étape du Tour d'Italie (2023) |
| Quinten Hermans      | 1995      | Belgique    | 2023    |        | 1 étape du Tour du Pays basque (2024) |

## Classements UCI
En plus du calendrier de cyclo-cross, l'équipe participe aux épreuves des circuits continentaux et principalement les courses de l'UCI Europe Tour. Les tableaux ci-dessous présentent les classements de l'équipe sur les différents circuits, ainsi que son meilleur coureur au classement individuel.
UCI Europe Tour
| UCI Europe Tour | UCI Europe Tour        | UCI Europe Tour                           | UCI Europe Tour |
| Année           | Classement par équipes | Meilleur coureur au classement individuel |                 |
| --------------- | ---------------------- | ----------------------------------------- | --------------- |
| 2009            | 82e                    | Niels Albert (280e)                       |                 |
| 2010            | 92e                    | Niels Albert (600e)                       |                 |
| 2011            | 91e                    | Niels Albert (525e)                       |                 |
| 2012            | 109e                   | Marcel Meisen (903e)                      |                 |
| 2013            | 77e                    | Philipp Walsleben (167e)                  |                 |
| 2014            | 53e                    | Mathieu van der Poel (46e)                |                 |
| 2015            | 91e                    | Mathieu van der Poel (270e)               |                 |
| 2016            | 108e                   | Mathieu van der Poel (794e)               |                 |
| 2017            | 36e                    | Mathieu van der Poel (59e)                |                 |
| 2018            | 32e                    | Mathieu van der Poel (14e)                |                 |
| 2019            | 3e                     | Mathieu van der Poel (11e)                |                 |
| 2020            | 1er                    | Mathieu van der Poel (4e)                 |                 |
| 2021            | 1er                    | Mathieu van der Poel (6e)                 |                 |
| 2022            | 1er                    | Mathieu van der Poel (9e)                 |                 |
| 2023            | -                      | Mathieu van der Poel (7e)                 |                 |
| 2024            | -                      | Jasper Philipsen (3e)                     |                 |
|                 |                        |                                           |                 |
| Source : UCI    |                        |                                           |                 |

UCI Oceania Tour
| UCI Oceania Tour | UCI Oceania Tour       | UCI Oceania Tour                          | UCI Oceania Tour |
| Année            | Classement par équipes | Meilleur coureur au classement individuel |                  |
| ---------------- | ---------------------- | ----------------------------------------- | ---------------- |
| 2020             | -                      | Samuel Gaze (98e)                         |                  |
| 2021             | -                      | Jay Vine (20e)                            |                  |
| 2022             | -                      | Jay Vine (7e)                             |                  |
| 2023             | -                      | Kaden Groves (1er)                        |                  |
|                  |                        |                                           |                  |
| Source : UCI     |                        |                                           |                  |

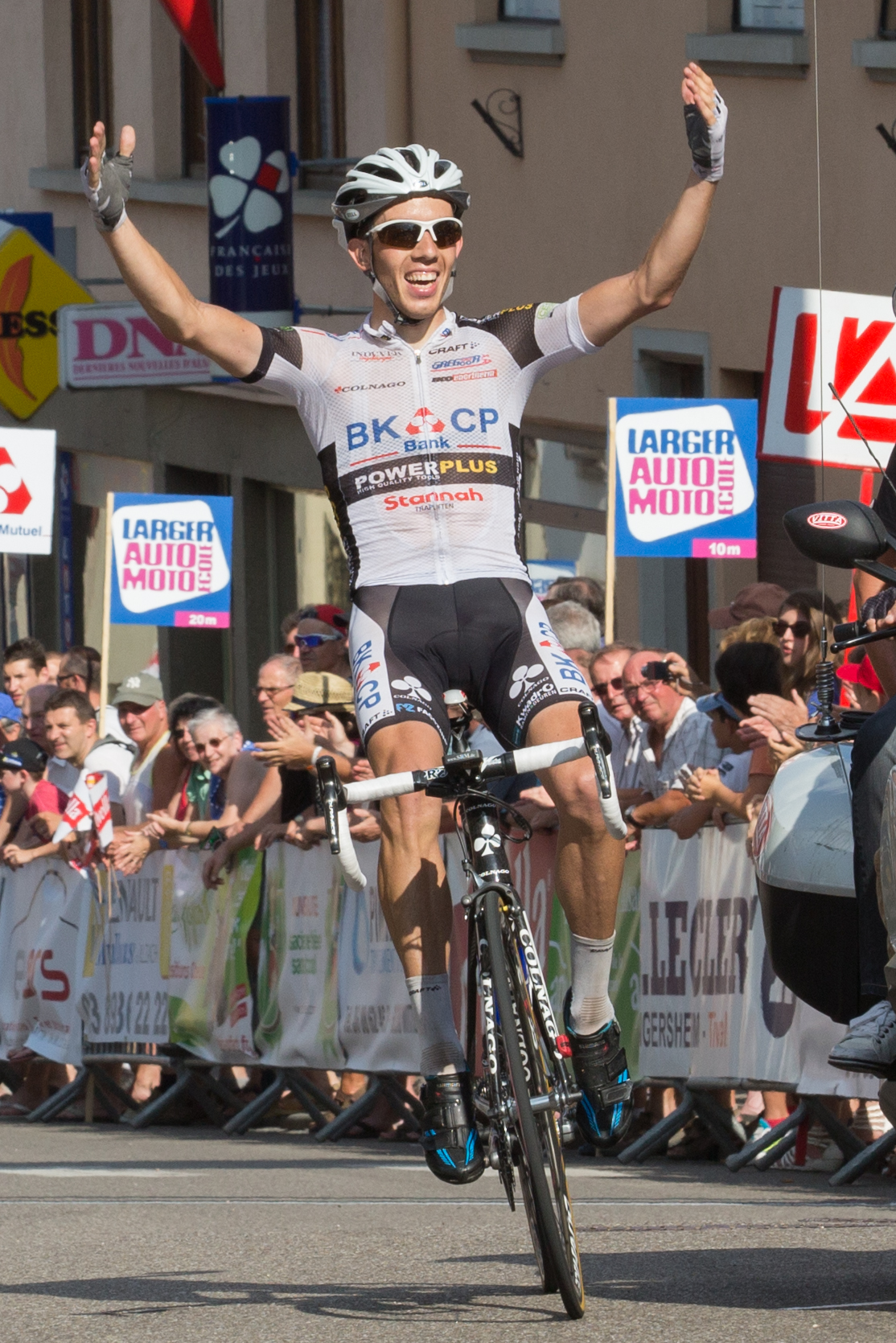
Philipp Walsleben remporte la 3e étape du Tour Alsace à Bischoffsheim le 25 juillet 2013.

En 2016, le Classement mondial UCI qui prend en compte toutes les épreuves UCI est mis en place parallèlement à l'UCI World Tour et aux circuits continentaux. Il concerne toutes les équipes UCI.
| Classement mondial | Classement mondial     | Classement mondial                        | Classement mondial |
| Année              | Classement par équipes | Meilleur coureur au classement individuel |                    |
| ------------------ | ---------------------- | ----------------------------------------- | ------------------ |
| 2016               | -                      | Mathieu van der Poel (1174e)              |                    |
| 2017               | -                      | Mathieu van der Poel (167e)               |                    |
| 2018               | -                      | Mathieu van der Poel (111e)               |                    |
| 2019               | 18e                    | Mathieu van der Poel (12e)                |                    |
| 2020               | 12e                    | Mathieu van der Poel (4e)                 |                    |
| 2021               | 6e                     | Mathieu van der Poel (7e)                 |                    |
| 2022               | 9e                     | Mathieu van der Poel (9e)                 |                    |
| 2023               | 8e                     | Mathieu van der Poel (7e)                 |                    |
| 2024               | 8e                     | Jasper Philipsen (3e)                     |                    |
|                    |                        |                                           |                    |
| Source : UCI       |                        |                                           |                    |

## Alpecin-Deceuninck en 2025
| Effectif 2025            | Effectif 2025     | Effectif 2025    | Effectif 2025                              |
| Cycliste                 | Date de naissance | Pays             | Équipe précédente                          |
| ------------------------ | ----------------- | ---------------- | ------------------------------------------ |
| Tobias Bayer             | 17 novembre 1999  | Autriche         | Tirol KTM Cycling Team (2020)              |
| Lars Boven               | 13 août 2001      | Pays-Bas         | Jumbo-Visma Development Team (2023)        |
| Ramses Debruyne          | 31 août 2002      | Belgique         | Alpecin-Deceuninck Development Team (2024) |
| Simon Dehairs            | 4 juin 2001       | Belgique         | Alpecin-Deceuninck Development Team (2024) |
| Tibor Del Grosso         | 27 juillet 2003   | Pays-Bas         | Alpecin-Deceuninck Development Team (2024) |
| Silvan Dillier           | 3 août 1990       | Suisse           | AG2R La Mondiale (2020)                    |
| Samuel Gaze              | 12 décembre 1995  | Nouvelle-Zélande | Alpecin-Fenix Development Team (2021)      |
| Robbe Ghys               | 11 janvier 1997   | Belgique         | Sport Vlaanderen-Baloise (2022)            |
| Gal Glivar               | 1 mai 2002        | Slovénie         | UAE Team Emirates Gen Z (2024)             |
| Michael Gogl             | 4 novembre 1993   | Autriche         | Qhubeka NextHash (2021)                    |
| Kaden Groves             | 23 décembre 1998  | Australie        | Team BikeExchange-Jayco (2022)             |
| Quinten Hermans          | 29 juillet 1995   | Belgique         | Intermarché-Wanty-Gobert Matériaux (2022)  |
| Juri Hollmann            | 30 août 1999      | Allemagne        | Movistar Team (2023)                       |
| Jimmy Janssens           | 30 mai 1989       | Belgique         | Cibel-Cebon (2018)                         |
| Timo Kielich             | 5 août 1999       | Belgique         | Alpecin-Deceuninck Development Team (2023) |
| Xandro Meurisse          | 31 janvier 1992   | Belgique         | Circus-Wanty Gobert (2020)                 |
| Jasper Philipsen         | 2 mars 1998       | Belgique         | UAE Team Emirates (2020)                   |
| Edward Planckaert        | 1 février 1995    | Belgique         | Sport Vlaanderen-Baloise (2020)            |
| Jensen Plowright         | 15 mai 2000       | Australie        | Équipe continentale Groupama-FDJ (2022)    |
| Johan Price-Pejtersen    | 26 mai 1999       | Danemark         | Bahrain Victorious (2024)                  |
| Jonas Rickaert           | 7 février 1994    | Belgique         | Sport Vlaanderen-Baloise (2018)            |
| Oscar Riesebeek          | 23 décembre 1992  | Pays-Bas         | Roompot-Charles (2019)                     |
| Henri Uhlig              | 1 août 2001       | Allemagne        | Alpecin-Deceuninck Development Team (2023) |
| Fabio Van den Bossche    | 21 septembre 2000 | Belgique         | Sport Vlaanderen-Baloise (2021)            |
| Mathieu van der Poel     | 19 janvier 1995   | Pays-Bas         | IKO Enertherm-BKCP (2013)                  |
| Stan Van Tricht          | 20 septembre 1999 | Belgique         | Soudal Quick-Step (2023)                   |
| Luca Vergallito          | 14 septembre 1997 | Italie           | Alpecin-Deceuninck Development Team (2023) |
| Gianni Vermeersch        | 19 novembre 1992  | Belgique         | Verandas Willems (2016)                    |
| Emiel Verstrynge         | 4 février 2002    | Belgique         | Alpecin-Deceuninck Development Team (2024) |
|                          |                   |                  |                                            |
| Source : ProCyclingStats |                   |                  |                                            |

Victoires
| Victoires | Victoires                    | Victoires | Victoires | Victoires            | Victoires |
| Date      | Course                       | Pays      | Classe    | Vainqueur            |           |
| --------- | ---------------------------- | --------- | --------- | -------------------- | --------- |
| 2 mars    | Kuurne-Bruxelles-Kuurne      | Belgique  | 1.Pro     | Jasper Philipsen     |           |
| 4 mars    | Samyn Classic                | Belgique  | 1.1       | Mathieu van der Poel |           |
| 22 mars   | Milan-San Remo               | Italie    | 1.UWT     | Mathieu van der Poel |           |
| 28 mars   | E3 Saxo Bank Classic         | Belgique  | 1.UWT     | Mathieu van der Poel |           |
| 13 avr.   | Paris-Roubaix                | France    | 1.UWT     | Mathieu van der Poel |           |
| 27 avr.   | 1re étape du Tour de Turquie | Turquie   | 2.Pro     | Simon Dehairs        |           |
| 28 avr.   | 2e étape du Tour de Turquie  | Turquie   | 2.Pro     | Tibor Del Grosso     |           |
| 15 mai    | 6e étape du Tour d'Italie    | Italie    | 2.UWT     | Kaden Groves         |           |
| 9 juin    | Antwerp Port Epic            | Belgique  | 1.1       | Timo Kielich         |           |
| 19 juin   | 2e étape du Tour de Belgique | Belgique  | 2.Pro     | Jasper Philipsen     |           |
| 5 juill.  | 1re étape du Tour de France  | France    | 2.UWT     | Jasper Philipsen     |           |

## Saisons précédentes
- BKCP-Powerplus en 2014
- BKCP-Corendon en 2015
- Beobank-Corendon en 2016

- Corendon-Circus en 2019

- Alpecin-Fenix en 2021
- Alpecin-Fenix en 2022
- Alpecin-Deceuninck en 2023
- Alpecin-Deceuninck en 2024